# Bahnhöfe in Rheinberg
Im Schienenpersonennahverkehr ist die Stadt Rheinberg über zwei Bahnhöfe erreichbar,
- den Bahnhof „Rheinberg (Rheinl)“, der ungefähr 1500 m in westlicher Richtung vom Stadtzentrum entfernt ist, und
- den Bahnhof „Millingen“, teilweise auch bezeichnet als „Millingen (bei Rheinberg)“.

Beide Stationen liegen an der Niederrheinstrecke, einer zwischen Xanten und Moers-Rheinkamp eingleisigen Nebenbahn, die ab Rheinberg-Millingen in Richtung Duisburg elektrifiziert ist. In Moers-Rheinkamp wird die Strecke zu einer zweigleisigen Hauptstrecke. Die Strecke wird im Personenverkehr von der Regionalbahn „Der Niederrheiner“ (RB 31) Xanten – Moers – Duisburg bedient. Durchgeführt wird der Schienenpersonennahverkehr von der RheinRuhrBahn(RRB), welche Dieseltriebwagen vom Typ LINT 41 in Einzel- und Doppeltraktion einsetzt.
Für den gesamten Öffentlichen Personennahverkehr (ÖPNV) gilt der Tarif des Verkehrsverbundes Rhein-Ruhr und tarifraumüberschreitend der NRW-Tarif.

## Bahnhof Rheinberg (Rheinl)

### Lage und Aufbau
Der Bahnhof befindet sich westlich des Rheinberger Stadtzentrums.

### Geschichte
Die Bahnstation wurde 1904 an der Niederrheinstrecke eröffnet. Seit 1910 liegt südlich des Staatsbahnhofes der Bahnhof Rheinberg der Bahnstrecke Rheinberg–Moers–Hoerstgen-Sevelen, die heute zu den Niederrheinische Verkehrsbetrieben gehört. Sie ist mit der Niederrheinstrecke verbunden. Diese Strecke wird nur noch im Güterverkehr betrieben. Westlich gibt es ein Anschlussgleis zum Abfallentsorgungszentrum Asdonkshof, die Strecke führte früher zur Schachtanlage Rossenray.

### Bedienung
| Linie | Linienweg | Takt Mo–Fr (HVZ) | Takt Sa (HVZ) | Takt So (HVZ) | Betreiber     |
| ----- | --- | ---------------- | ------------- | ------------- | ------------- |
| RB 31 | Der Niederrheiner: Xanten – Alpen – Millingen – Rheinberg (Rheinl) – Moers – Trompet – Rumeln – Rheinhausen – Duisburg Hbf Stand: Fahrplanwechsel Dezember 2021 | 60 min           | 60 min        | 60 min        | RheinRuhrBahn |

Der Bahnhof wird von vier Buslinien angefahren:
| Linie | Linienweg | Takt Mo–Fr (HVZ) | Takt Sa (HVZ) | Takt So (HVZ) | Betreiber |
| ----- | --- | ---------------- | ------------- | ------------- | --------- |
| 1     | Ossenberg – Solvay – Rathaus – Rheinberg Bf – Kamp-Lintfort Neues Rathaus                                                                                        | 60               | 60            | 60            | NIAG      |
| 38    | Rheinberg Bf – Rathaus – Schulzentrum – Messe Niederrhein – Alpsray – Millingen – Alpen (– Bönninghardt)                                                         | 60               | 60/120        | –             | NIAG      |
| 65    | Rheinberg Bf – Rathaus – Solvay – Alpen – Alpen-Menzelen – WES-Ginderich – Xanten-Birten – Xanten Bf                                                             | einzelne Fahrten | –             | –             | RVN       |
| 913   | (Schulzentrum) – Messe Niederrhein – Annaberg – Rheinberg Bf – Rathaus – Budberg / Eversael – Orsoy – Vierbaum – DU-Baerl – Moers – Moers-Hülsdonk Gewerbegebiet | 30/60            | 60/120        | 120           | NIAG      |

## Bahnhof Millingen

### Lage und Aufbau
Der Bahnhof besteht aus dem Personenbahnhof und dem südlich gelegenen Bahnhofsteil Güterbahnhof. Er dient vor allem der Übergabe zur Solvay-Werksbahn.

### Geschichte
Die Bahnstation wurde 1904 an der Niederrheinstrecke eröffnet.
2001 erhielt die Station den Zusatz „bei Rheinberg“, da es im ebenfalls am Niederrhein gelegenen Rees eine gleichnamige Station gibt.

### Bedienung
| Linie | Linienweg | Takt Mo–Fr (HVZ) | Takt Sa (HVZ) | Takt So (HVZ) | Betreiber     |
| ----- | --- | ---------------- | ------------- | ------------- | ------------- |
| RB 31 | Der Niederrheiner: Xanten – Alpen – Millingen – Rheinberg (Rheinl) – Moers – Trompet – Rumeln – Rheinhausen – Duisburg Hbf Stand: Fahrplanwechsel Dezember 2021 | 60 min           | 60 min        | 60 min        | RheinRuhrBahn |

Darüber hinaus wird der Bahnhof von einer Buslinie angefahren
| Linie | Linienweg                                                                                                 | Takt Mo–Fr (HVZ) | Takt Sa (HVZ) | Takt So (HVZ) | Betreiber |
| ----- | --- | ---------------- | ------------- | ------------- | --------- |
| 9     | Metzekath – Bönninghardt – Alpen Bf – Millingen Bf – Alspray – Messe Niederrhein – Rheinberg Schulzentrum | 60               | 60            | 60            | NIAG      |

## Modernisierung der Bahnstationen
Die Bahnhöfe wurden nach 2010 aus Mitteln eines Konjunkturprogramms des Bundes modernisiert. Dies äußert sich insbesondere durch Verbesserungen am Erscheinungsbild, der Installation von digitalen Anzeigen für die Information der Reisenden sowie weiteren Sanierungsarbeiten an beiden Stationen.